# جان ایی. دنیس
جان ایی. دنیس (انگلیسی: John E. Dennis؛ زادهٔ ۱ ژانویهٔ ۱۹۳۹) دانشمند در زمینه آنالیز عددی اهل ایالات متحده آمریکا است.
وی همچنین برندهٔ جوایزی همچون برنامه فولبرایت شده‌است.